# Scardinius scardafa
Scardinius scardafa é uma espécie de peixe actinopterígeo da família Cyprinidae.
Apenas pode ser encontrada na Itália.
Os seus habitats naturais são: rios e lagos de água doce.